# Mellersttjärnen (Ramsele socken, Ångermanland)
Mellersttjärnen är en sjö i Sollefteå kommun i Ångermanland och ingår i Ångermanälvens huvudavrinningsområde. Sjön har en area på 0,134 kvadratkilometer och ligger 253,5 meter över havet. Sjön avvattnas av vattendraget Äxingsån.

## Delavrinningsområde
Mellersttjärnen ingår i det delavrinningsområde (706424-151414) som SMHI kallar för Utloppet av Mellersttjärnen. Medelhöjden är 291 meter över havet och ytan är 2,86 kvadratkilometer. Räknas de 3 avrinningsområdena uppströms in blir den ackumulerade arean 49,46 kvadratkilometer. Äxingsån som avvattnar avrinningsområdet har biflödesordning 4, vilket innebär att vattnet flödar genom totalt 4 vattendrag innan det når havet efter 149 kilometer. Avrinningsområdet består mestadels av skog (71 procent). Avrinningsområdet har 0,13 kvadratkilometer vattenytor vilket ger det en sjöprocent på 4,5 procent.